# Eparchia biszkecka
Eparchia biszkecka – jedna z eparchii Rosyjskiego Kościoła Prawosławnego, obejmująca terytorium Kirgistanu. Wchodzi w skład Środkowoazjatyckiego Okręgu Metropolitalnego. Jej obecnym ordynariuszem jest biskup biszkecki i kirgiski Sawwacjusz (Zagriebielny). Funkcję katedry pełni sobór Zmartwychwstania Pańskiego w Biszkeku.
Eparchia powstała w lipcu 2011 na mocy decyzji Świętego Synodu Rosyjskiego Kościoła Prawosławnego o utworzeniu Środkowoazjatyckiego Okręgu Metropolitalnego i większej liczby mniejszych administratur w miejsce jednej eparchii taszkenckiej i Azji Środkowej. Objęła terytorium Kirgistanu.
Eparchia dzieli się na sześć dekanatów. W jej ramach działa także żeński monaster Kazańskiej Ikony Matki Bożej w Kalininskim.

## Biskupi
- Teodozjusz (Gażu), 2011–2014[4][5]
- Daniel (Kuzniecow), 2014[5]-2022[6]
- Sawwacjusz (Zagriebielny), od 2022[6]